# Tardáguila (Salamanca)
Tardáguila ist eine kleine westspanische Gemeinde (municipio) in der Provinz Salamanca in der Autonomen Gemeinschaft Kastilien-León. 2024 hatte die Gemeinde 197 Einwohner. 

## Geographie
Tardáguila befindet sich etwa 16 Kilometer nordnordöstlich vom Stadtzentrum der Provinzhauptstadt Salamanca in einer Höhe von 835 m. 

## Bevölkerungsentwicklung
| Jahr      | 1900 | 1920 | 1950 | 1970 | 1981 | 1991 | 2001 | 2011 | 2021 |
| Einwohner | 442  | 434  | 544  | 428  | 358  | 282  | 255  | 245  | 196  |

## Sehenswürdigkeiten

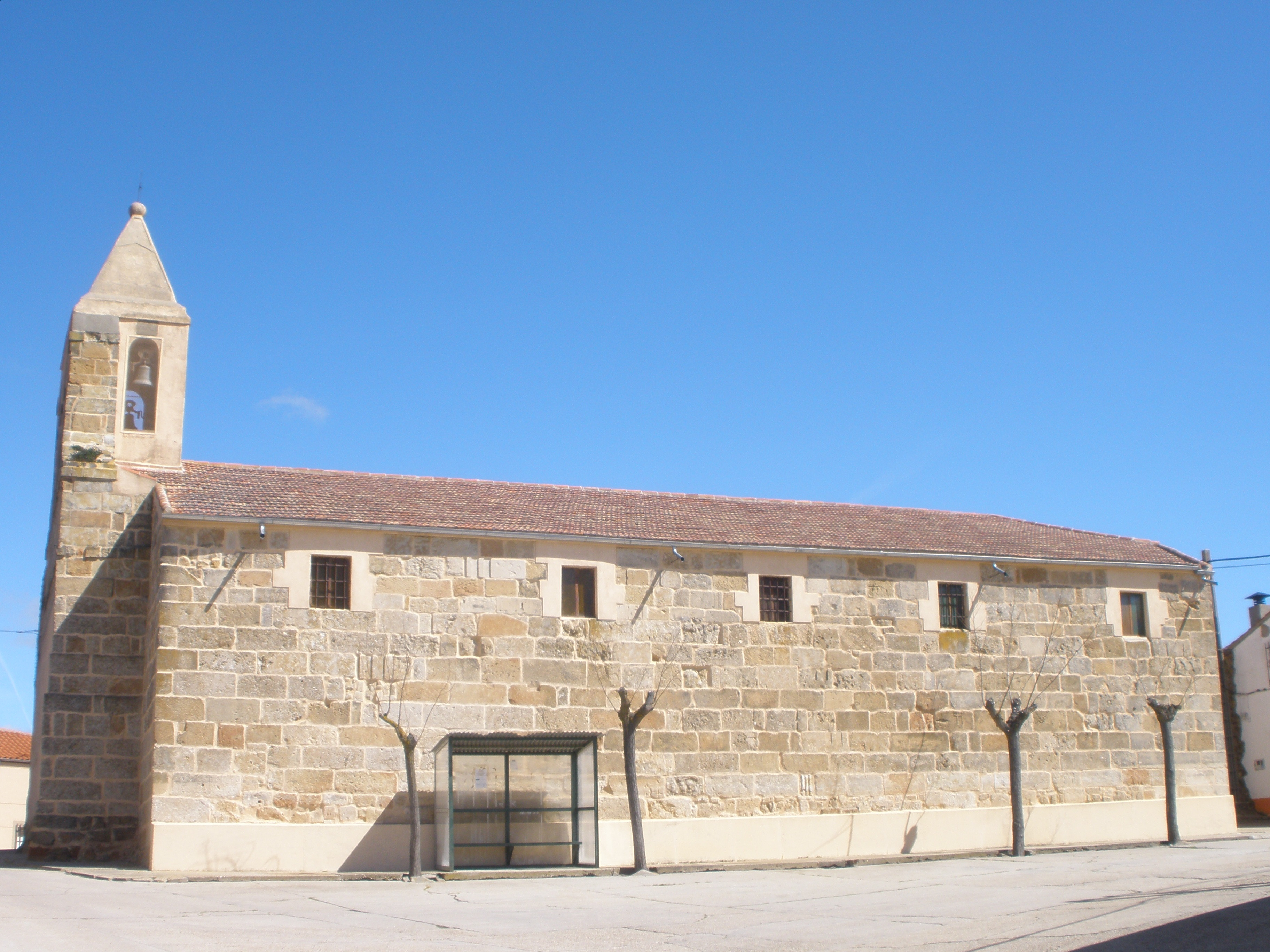
Peterskirche
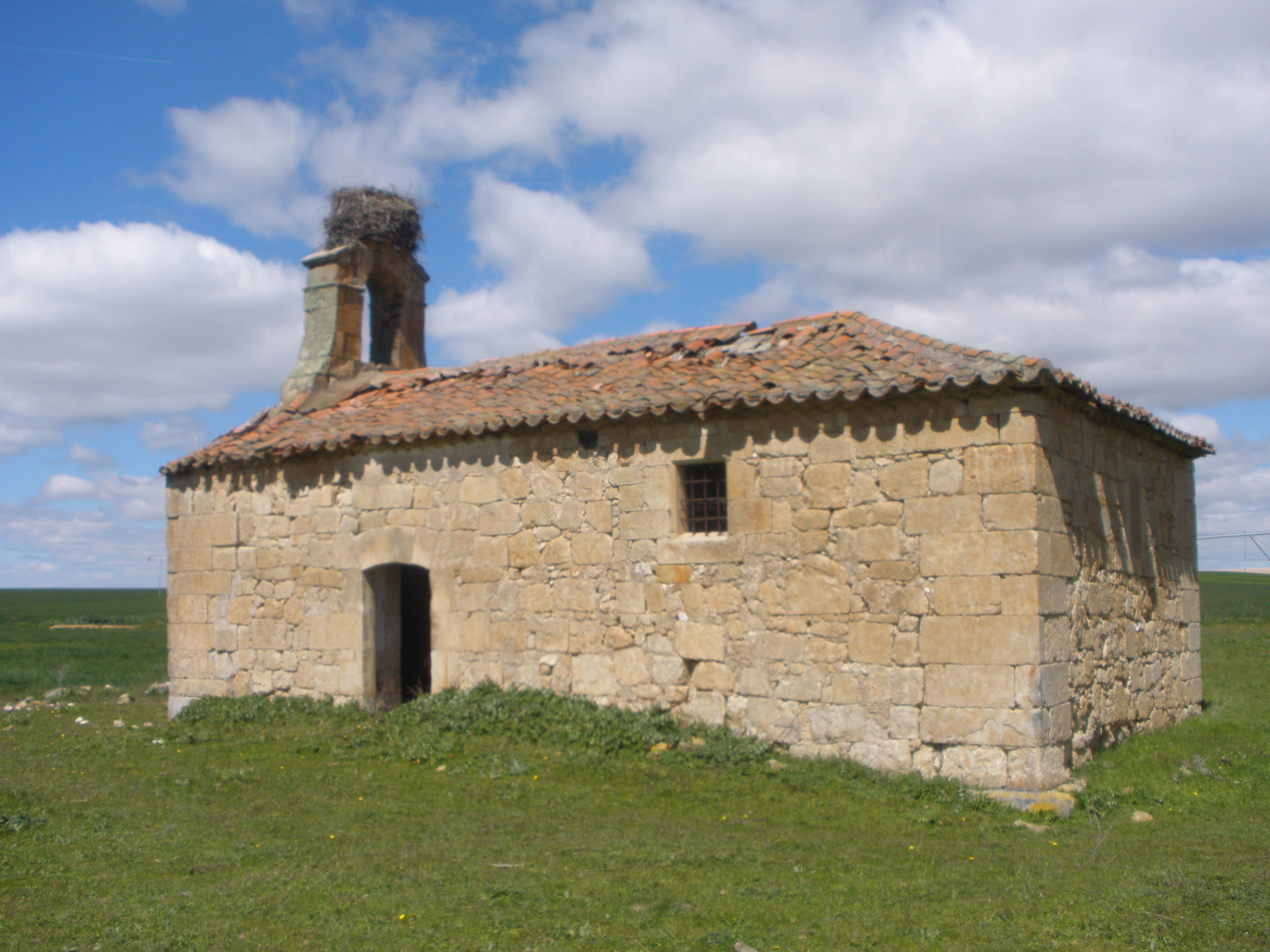
Andreaskapelle

- Peterskirche
- Andreaskapelle